# Bâtiment de l'Assemblée nationale (Belize)
Pour les articles homonymes, voir Bâtiment de l'Assemblée nationale.
Le bâtiment de l'Assemblée nationale (en anglais : National Assembly Building) est un édifice législatif situé à Belmopan, capitale du Belize. il abrite les deux chambres de l'Assemblée nationale, le parlement bicaméral du pays.
Le bâtiment est ouvert le 9 octobre 1971. Il se trouve dans un complexe gouvernemental situé au Melhado Parade sur Independence Plaza. L'architecture du site s'inspire de la civilisation précolombienne maya et du brutalisme. L'édifice est flanqué de deux bâtiments de trois étages abritant des bureaux.

## Galerie

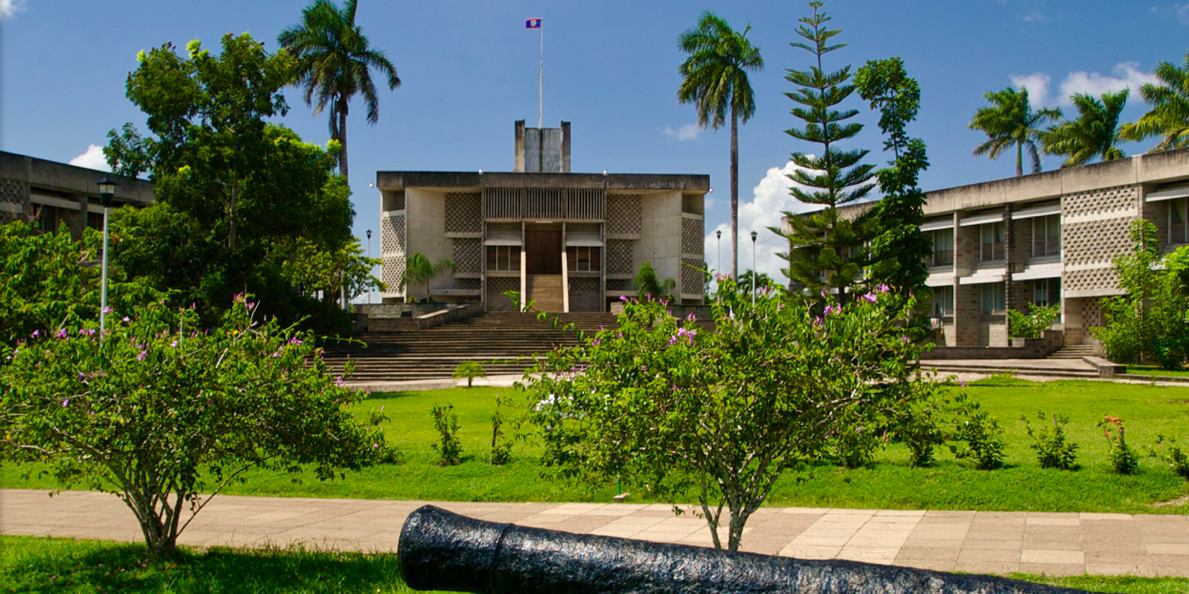
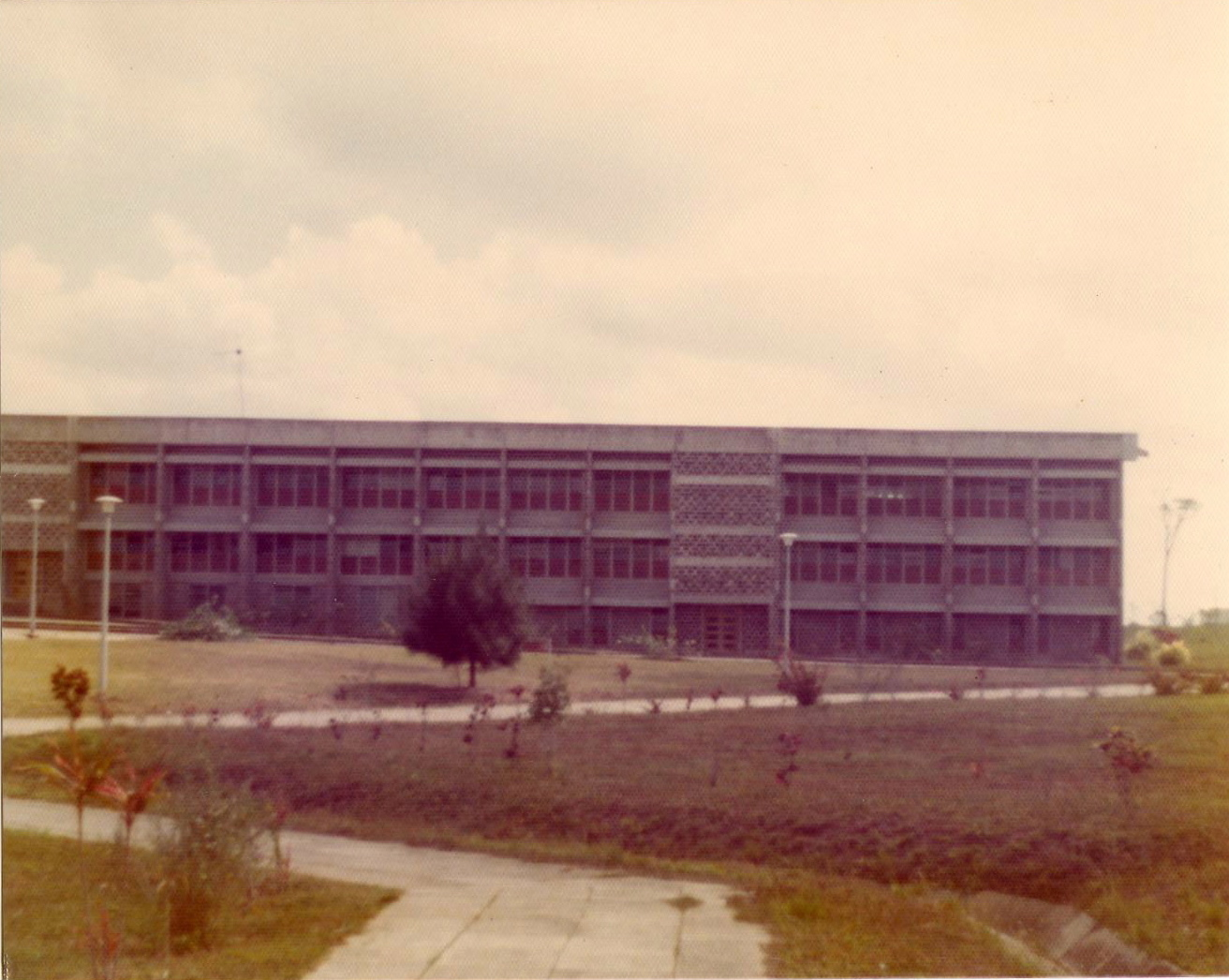
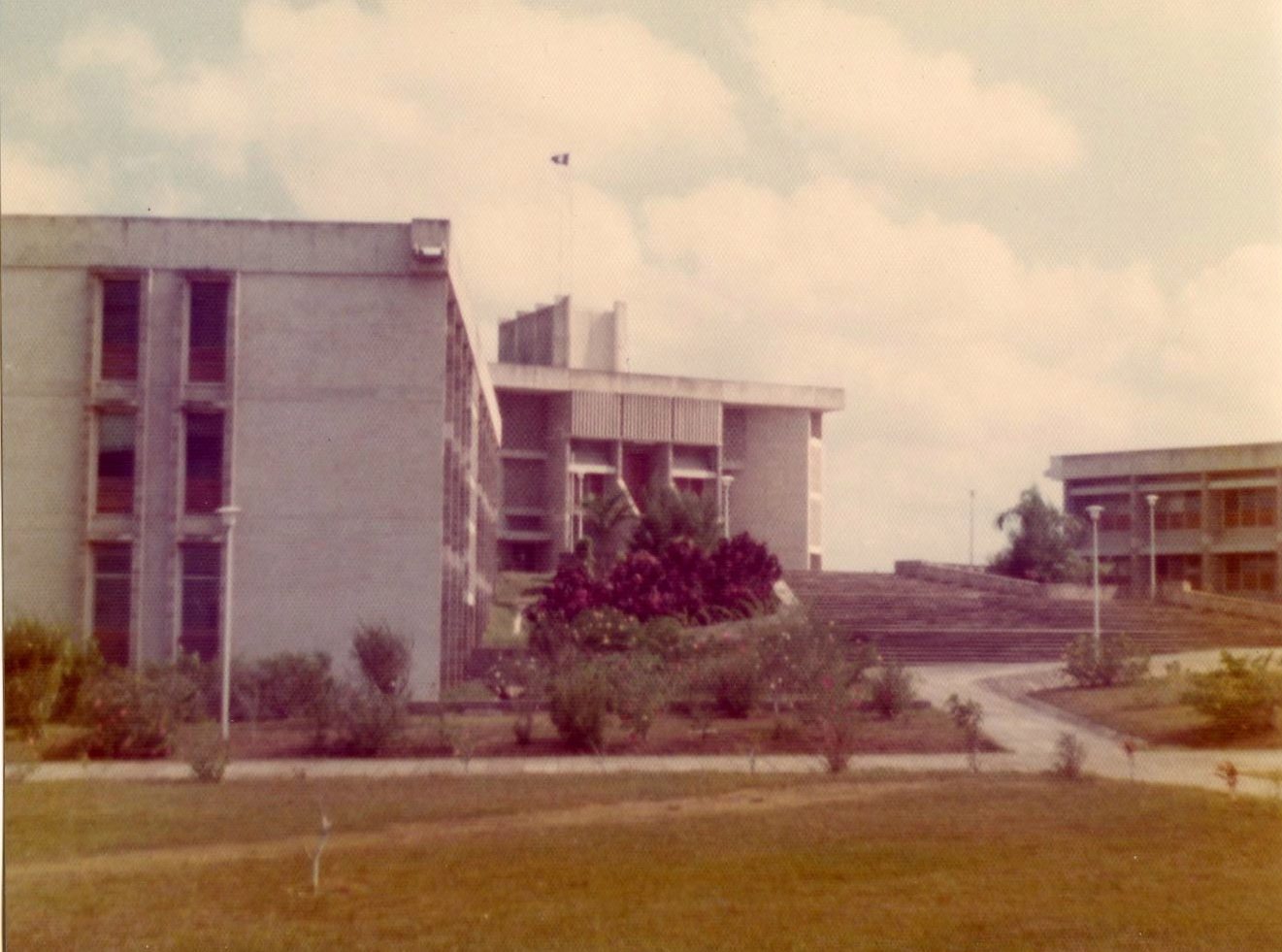